# Осбурн (Канзас)
Осбурн (енгл. Osborne) град је у америчкој савезној држави Канзас.

## Демографија
По попису из 2010. године број становника је 1.431, што је 176 (-11,0%) становника мање него 2000. године.
| Група             | 2000.         | 2010.         |
| Белци             | 1.571 (97,8%) | 1.389 (97,1%) |
| Афроамериканци    | 3 (0,2%)      | 2 (0,1%)      |
| Азијати           | 3 (0,2%)      | 7 (0,5%)      |
| Хиспаноамериканци | 3 (0,2%)      | 19 (1,3%)     |
| Укупно            | 1.607         | 1.431         |